# Михаїл Єроним Бжостовський
Михаїл Єроним Бжостовський (пол. Michał Hieronim Brzostowski; 14 квітня 1762, Несвіж — 1806, Вільно) — граф, державний діяч Речі Посполитої, пізніше Російської імперії, староста мінський, останній чашник великий литовський (з 1794), маршалок Завілейського повіту (1795), предводитель дворянства Віленської губернії (1801—1805), драматург.

## Біографія
Представник знатного шляхетського роду Бжостовських герба «Стремено». Син Станіслава Бжостовського, воєводи інфлянтського (лівонського) і Теофіли Радзивілл. Онук писаря великого литовського Юзефа Бжостовського.
Навчався в колегіумі піаристів у Бересті.
Був обраний послом (делегатом) від троцького воєводства до Чотирирічного сейму Речі Посполитої (1788—1792 роки). У 1792 приєднався до Торговицьких конфедератів, союзу польських магнатів, які виступили проти реформ, прийнятих Чотирирічним сеймом.
Входив у число змовників, які готували повстання в Литві. Учасник повстання Костюшка.
Член Групи суспільної безпеки Вищої урядової ради Литви.
У 1801 році був обраний предводителем дворянства Віленської губернії і входив до складу делегації, відправленої до Санкт-Петербурга для висловлення подяки імператору Олександру I.
Михайло Бржостовський — автор декількох драматичних творів, у тому числі «Лицарі Лебедя — лицарська драма у п'ятьох актах, написана оригінальними віршами» (пол. Rycerze Łabędzia-drama rycerska w pięciu aktach oryginalnie wierszem napisana).
У шлюбі з Євою Йоахимівною Хрептович, дочкою Йоахима Хрептовича, мав сина Кароля (1796—1854) та дочку Ізабеллу.

## Нагороди
- Кавалер Мальтійського ордена.
- польський орден Білого орла (1790)
- Орден Білого орла (1791)